# Bakhmach (huyện)
Huyện Bakhmach (tiếng Ukraina: Бахмацький район, chuyển tự: Bakhmachs’kyi raion) là một huyện của tỉnh Chernihiv thuộc Ukraina. Huyện Bakhmach có diện tích 1488 kilômét vuông, dân số theo điều tra dân số ngày 5 tháng 12 năm 2001 là 56507 người với mật độ 38 người/km2. Trung tâm huyện nằm ở Bakhmach.